# Hitachi B16 EX
Hitachi B16 EX (B16 EX) је професионални рачунар, производ фирме Хитачи (Hitachi) који је почео да се израђује у Јапану током 1983. године.
Користио је 16-битни централни микропроцесор.

## Детаљни подаци
Детаљнији подаци о рачунару B16 EX су дати у табели испод.
|                       |                                                                                    |
| [ 1 ]                 |                                                                                    |
| Произвођач            | Хитачи                                                                             |
| Тип                   | професионални рачунар                                                              |
| Меморија              | непознато                                                                          |
| Поријекло             | Јапан                                                                              |
| Година                | 1983                                                                               |
| Тастатура             | Тастатура са пуним помаком тастера са функцијским тастерима и нумеричка тастатура. |
| Процесор              | 16-битни                                                                           |
| Фреквенција процесора | непознато                                                                          |
| RAM                   | непознато                                                                          |
| ROM                   | непознато                                                                          |
| Текст                 | непознато                                                                          |
| Графика               | 640 x 400                                                                          |
| Боја                  | 8                                                                                  |
| Звук                  | непознато                                                                          |
| Димензије             | непознато                                                                          |
| Портови               |                                                                                    |
| Оперативни систем     | непознато                                                                          |